# Bacunin
Bacunin, pleme brazilskih Indijanaca koji su nekada živjeli uz rijeku rio Preto (Crna rijeka; Black river) i blizu sadašnjeg grada Valença u državi Rio de Janeiro.